# Лого
Лого (скраћеница од логотип, од грчких речи  — „реч” и  — „отисак”) графички је знак, симбол или икона (пиктограм) која означава производ или предузеће. Може се састојати од слова (различитих типографских стилова), графике и других комбинација (слогана). Логотип је основно средство визуелне комуникације и визуелне идентификације. Улога логотипа је тренутно препознавање онога што означава и јачање бренда, што резултира већем успеху фирме. Потпуни лого састоји се од логотипа, иконе и слогана.